# Gudok
Gudok (rusky гудок, bulharsky gudulka, vyskytují si další označení gudoček, gudilo, gudišče) je historický strunný hudební nástroj loutnového typu rozezvučený smyčcem.

## Historie

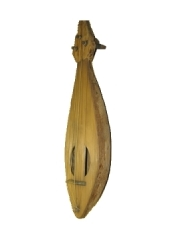
Novgorodský gudok, 12. století

Svého největšího rozkvětu dosáhl v Rusku ve 12.-13. století. Název gudok se objevuje v písemných pramenech z počátku 17. století. V písemnostech z 11.-17. století se podobný nástroj nazýval smyk (смык) 